# Adiantum andicola
Adiantum andicola là một loài thực vật có mạch trong họ Adiantaceae. Loài này được Liebm. miêu tả khoa học đầu tiên năm 1849.